# Achille Richard

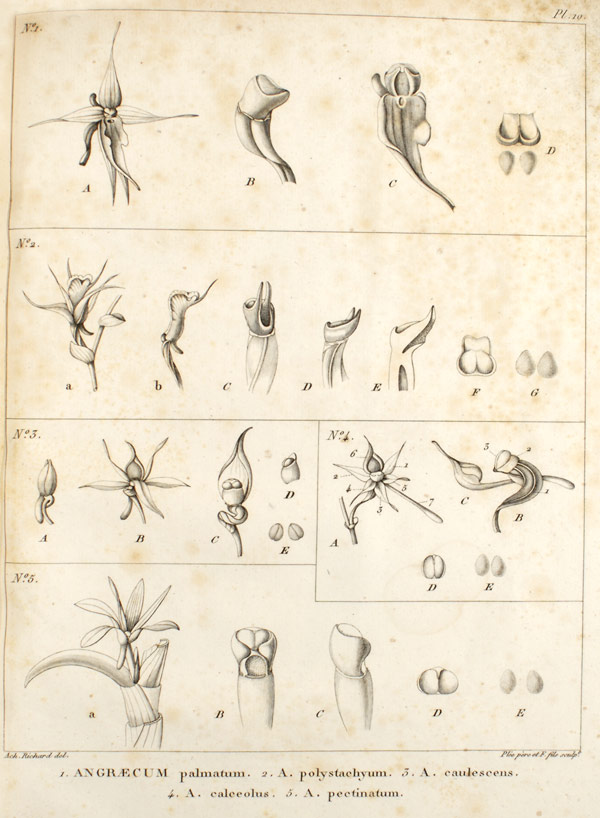
Pagina tratta da Monographie des orchidées des îles de France et de Bourbon, 1828

Achille Richard (Parigi, 27 aprile 1794 – 5 ottobre 1852) è stato un botanico francese.

## Biografia
Achille Richard fu figlio di un famosissimo botanico dell'epoca: Luois-Claude Marie Richard  (1754-1821) e, come il padre, divenne ben presto uno tra i più accurati e preparati botanici; ancora studente, pare che sostituisse il padre alla cattedra di Botanica della Facoltà di Medicina.
Scienziato scrupoloso e osservatore attento, scrisse numerosi libri, considerati ancora oggi dei capisaldi della Botanica e apprezzati per la loro chiarezza e accuratezza; uno dei primi fu Nouveaux élémens de botanique, appliquée à la médecine, à l'usage des élèves qui suivent les cours de la Faculté de médecine et du Jardin du Roi (1819), che fu stampato in ben  3 lingue e vanta sette edizioni.
Nello stesso anno dell'uscita del suo primo testo conseguì il dottorato con la tesi Histoire naturelle et médicale des différentes espèces d'ipécacuanha du commerce.
Durante gli anni '20 diresse la pubblicazione di 20 volumi del Dizionario di Medicina e  fu curatore dell'erbario di Benjamin Delessert.
Venne nominato Cavaliere della Legion d'Onore nel maggio del 1831, a soli 37 anni, e promosso ufficiale  17 anni dopo.
Nel 1834, anno in cui navigò sull'Astrolabio, entrò a far parte dell'Accademia Francese delle Scienze e dell'Accademia Nazionale Francese di Medicina e fu esaminatore presso la Facoltà di Farmacia. 
Achille Richard sposò il 15 aprile 1820 Gabrielle Antoine Lucile Dorbe, figlia naturale del celebre chirurgo Antoine Dubois (1756-1837), e la coppia ebbe tre figli: Antoinette (nata nel 1821), Félix-Adolphe (1822-1872) e Gustave  (1827-1857).
Richard è principalmente ricordato per il suo studio attento delle orchidee.

## Opere
- Nouveaux Elements de Botanique, Paris 1819,
- Monographie du genre Hydrocotyle de la famille des ombellifères,  1820
- Botanique médicale, 1822–1823
- Dictionnaire de drogues simples et composées 1827–1829
- Voyage de découvertes de l'Astrolabe 1834
- Tentamen florae abyssinicae, 1847–1851
- Mémoire sur la famille des rubiacées contenant la description générale de cette famille et les caractères des genres qui la composent, 1829
- Monographie des orchidées des îles de France et de Bourbon, 1828
- Histoire Physique, Politique et Naturelle de L'Ile de Cuba, 1845